# Chirocephalidae
Chirocephalidae es una familia de camarones hada, que se caracteriza por poseer un maxilar reducido o vestigial, más de dos setas (cerda o cabello ubicado generalmente la parte distal del telson) en el quinto endito, pre-epipoditos divididos y vesícula seminales ampliamente separadas. Se compone de los siguientes ocho géneros, incluyendo los géneros anteriormente colocados en las familias Linderiellidae y Polyartemiidae:
- Artemiopsis G. O. Sars, 1897
- Branchinectella Daday de Dées, 1910
- Chirocephalus Prévost, 1820
- Dexteria Brtek, 1965
- Eubranchipus Verrill, 1870
- Linderiella Brtek, 1964
- Polyartemia Fischer, 1851
- Polyartemiella Daday de Dées, 1909